# Quinto Regimento
O Quinto Regimento (em castelhano:  Quinto Regimiento, nome completo Quinto Regimiento de Milícias Populares) era um corpo de elite leal à República espanhola no início da Guerra Civil Espanhola. Composta de voluntários, o Quinto Regimento foi ativo na primeira fase crítica da guerra e tornou-se uma das mais renomeados unidades leais à República.
O número de soldados no Quinto Regimento subiu rapidamente de cerca de 6.000 em Agosto para mais de 20.000 em Novembro de 1936. Este corpo de elite lealista durou apenas até que o Exército Republicano Espanhol foi reorganizado no segundo ano da guerra civil, mas em apenas meio ano conseguiu se tornar uma das mais famosas unidades de todo o conflito.
O Quinto Regimento usou o edifício profanado da Igreja de São Francisco de Sales em Madrid como a sua sede. O porta-voz desta unidade militar foi o jornal Milicia Popular e o seu hino a canção El quinto regimiento.

## História
Logo após o golpe espanhol de 17 de Julho de 1936, o governo republicano tomou a decisão radical de desarmar as Forças Armadas Republicanas da Espanha, concedendo licença ilimitada a todo o pessoal militar e armando os sindicatos. A medida foi tomada a fim de evitar mais rebeliões de oficiais, privando-os de tropas sob seu comando. Diante do vazio criado, o Partido Comunista da Espanha liderou a implementação de uma política que buscava substituir as bandas espontâneas e desorganizadas que lutavam pela República Espanhola por unidades leais, disciplinadas e militarizadas.
Finalmente, as Milícias Operárias e Camponesas Antifascistas (MAOC) formaram cinco batalhões que tiveram grande importância no Cerco de Cuartel de La Montaña, em 20 de Julho de 1936. Um desses batalhões tornou-se o "Quinto Regimento" (5º Regimiento de Milícias Populares), uma unidade militar como modelo para as unidades militares para seguir no período caótico inicial da guerra civil. Seu primeiro comandante foi Enrique Castro Delgado. Mais tarde, o Quinto Regimento toma parte ativa nas batalhas de Somosierra e Guadarrama, bem como a Batalha de Talavera e o Cerco do Alcázar, acabando por se tornar uma das unidades militares cruciais envolvidos na Defesa de Madrid.
A maioria dos membros iniciais do Quinto Regimento pertencia ao MAOC. No entanto, logo atraiu membros de outras ideologias devido à sua eficiência e capacidade de organização em um momento crítico para a República em comparação com os caóticos grupos milicianos que operaram no início da guerra. No Quinto Regimento de soldados não estavam autorizados a discutir as ordens dadas por seus superiores, uma prática comum na maioria das unidades de milícia espontânea que surgiram quando as armas foram emitidas para os sindicatos. Este fato por si só tornou o Quinto Regimento muito mais eficaz contra os primeiros ataques das forças rebeldes.
Em 22 de Janeiro de 1937, o Quinto Regimento, foi integrado no Exército Popular da República, o Exército Republicano Espanhol reorganizado, para o qual ele tinha fornecido um padrão básico. A maioria de seus membros acabaram na Primeira Brigada Mista e na 11ª Divisão liderada por Enrique Líster, enquanto outros juntaram-se as diferentes unidades do Exército Republicano e este famoso regimento tornou-se extinto. Além de Enrique Líster, outros importantes líderes do Exército Republicano Espanhol como Juan Guilloto Leão "Modesto", Valentín González "El Campesino" e Etelvino Vega Martínez, formaram-se nas fileiras do Quinto Regimento.

### Unidade modelo
O Quinto Regimento era mais que uma unidade militar, por suas atividades alcançadas nos campos social e cultural. Seus membros contribuíram para o desenvolvimento da educação, transmitindo habilidades e conhecimentos básicos aos pobres e aos membros menos favorecidos da sociedade espanhola, prometendo erradicar o analfabetismo e os males sociais. Os cartazes e murais de propaganda do Quinto Regimento tornaram-se omnipresentes e conhecidos em Madrid na época, assim como suas bibliotecas móveis e seus "Teatros de Guerrilha", tanto nas ruas da cidade quanto nas linhas de frente.
Um grande número de pessoas altamente idealistas da época eram membros do Quinto Regimento ou se associaram a ele. Entre estes, destacam-se: Poetas e escritores como Rafael Alberti, César Arconada, Pedro Garfias, Miguel Hernández, José Herrera Petere, María Teresa León e Juan Rejano, professores como Josep Renau, Wenceslao Roces e Alberto Sánchez, e artistas como como Alberto Sánchez Pérez, além de engenheiros e arquitetos, como Luis Lacasa Navarro e Manuel Sánchez Arcas, e médicos como Juan Planelles Ripoll.

## Na literatura
O Quinto Regimento tornou-se uma quase mítica unidade que foi o tema de poemas e canções durante a Guerra Civil espanhola, uma delas era ¡Soja del Quinto Regimiento!  por Rafael Alberti:
| Mañana dejo mi casa, dejo los bueyes y el pueblo. ¡Salud! ¿Adónde vas, moeda de dez centavos? Voy al Quinto Regimiento. Caminar pecado agua, uma torta. Monte arriba, campo abierto. Voces de glória e de triunfo. ¡Soja del Quinto Regimiento! | Amanhã deixo minha casa, Deixo os bois e a aldeia. Saudação! Diga-me onde você vai? Eu sou o Quinto Regimento! A pé, sem água, em pé. Até a montanha, o campo aberto. Vozes de glória e de triunfo. Eu sou o Quinto Regimento! |

### Livros
- Modesto, Juan. Soy del Quinto Regimiento: Notas de la Guerra Espanola. [S.l.: s.n.] ISBN 8472223639